# Parc provincial du Mont-Assiniboine
Le parc provincial du Mont-Assiniboine est un parc provincial de Colombie-Britannique, au Canada.  Ce parc partage ses limites avec le parc national de Banff, en Alberta et le parc national de Kootenay en Colombie-Britannique.  Il est l'un des sept parcs des montagnes Rocheuses canadiennes un site du Patrimoine mondial de l'UNESCO.

Carte des parcs des montagnes Rocheuses canadiennes